# Малхаз Заркуа
Малхаз Заркуа (груз. მალხაზ ზარქუა; нар. 19 лютого 1986, Зугдіді, Мегрелія-Гірська Сванетія, Грузинська РСР) — грузинський борець вільного стилю, срібний та бронзовий призер чемпіонатів Європи, учасник Олімпійських ігор.

## Біографія
Боротьбою займається з 1997 року. Був чемпіоном (2003) та срібним призером (2002) чемпіонатів Європи серед кадетів. Ставав другим на чемпіонаті світу серед юніорів (2005) і другим на чемпіонаті Європи серед юніорів (2005).

## Спортивні результати на міжнародних змаганнях

### Виступи на Олімпіадах
| Змагання                    | Збірна | Вагова категорія          | Місце |
| --------------------------- | ------ | ------------------------- | ----- |
| Літні Олімпійські ігри 2012 | Грузія | вільна боротьба, до 60 кг | 9     |

### Виступи на Чемпіонатах світу
| Змагання                        | Збірна | Вагова категорія          | Місце |
| ------------------------------- | ------ | ------------------------- | ----- |
| Чемпіонат світу з боротьби 2009 | Грузія | вільна боротьба, до 60 кг | 22    |
| Чемпіонат світу з боротьби 2011 | Грузія | вільна боротьба, до 60 кг | 5     |
| Чемпіонат світу з боротьби 2014 | Грузія | вільна боротьба, до 65 кг | 23    |

### Виступи на Чемпіонатах Європи
| Змагання                         | Збірна | Вагова категорія          | Місце  |
| -------------------------------- | ------ | ------------------------- | ------ |
| Чемпіонат Європи з боротьби 2010 | Грузія | вільна боротьба, до 60 кг | Срібло |
| Чемпіонат Європи з боротьби 2011 | Грузія | вільна боротьба, до 60 кг | 8      |
| Чемпіонат Європи з боротьби 2012 | Грузія | вільна боротьба, до 60 кг | Бронза |

### Виступи на Кубках світу
| Змагання                    | Збірна | Вагова категорія          | Місце |
| --------------------------- | ------ | ------------------------- | ----- |
| Кубок світу з боротьби 2006 | Грузія | вільна боротьба, до 60 кг | 5     |
| Кубок світу з боротьби 2009 | Грузія | вільна боротьба, до 60 кг | 4     |
| Кубок світу з боротьби 2012 | Грузія | вільна боротьба, до 60 кг | 8     |
| Кубок світу з боротьби 2013 | Грузія | вільна боротьба, до 66 кг | 10    |

### Виступи на інших змаганнях
| Змагання                                    | Збірна | Вагова категорія          | Місце  |
| ------------------------------------------- | ------ | ------------------------- | ------ |
| Золотий Гран-прі з боротьби 2010 (Тбілісі)  | Грузія | вільна боротьба, до 60 кг | Бронза |
| Золотий Гран-прі з боротьби 2010 (Баку)     | Грузія | вільна боротьба, до 60 кг | 18     |
| Турнір Г. Картозія і В. Балавадзе 2011      | Грузія | вільна боротьба, до 60 кг | Бронза |
| Золотий Гран-прі з боротьби 2011 (Баку)     | Грузія | вільна боротьба, до 60 кг | 13     |
| Меморіал Вацлава Циолковського 2011         | Грузія | вільна боротьба, до 60 кг | 10     |
| Вогні Москви 2011                           | Грузія | вільна боротьба, до 66 кг | 5      |
| Золотий Гран-прі з боротьби 2013 (Сассарі)  | Грузія | вільна боротьба, до 66 кг | Золото |
| Золотий Гран-прі з боротьби 2013 (Баку)     | Грузія | вільна боротьба, до 66 кг | 7      |
| Міжнародний турнір Дінмухамеда Кунаєва 2014 | Грузія | вільна боротьба, до 65 кг | 8      |
| Кубок Тахті 2015                            | Грузія | вільна боротьба, до 65 кг | 17     |
| Турнір Олександра Медведя 2015              | Грузія | вільна боротьба, до 65 кг | 21     |

### Виступи на змаганнях молодших вікових груп
| Змагання                                       | Збірна | Вагова категорія          | Місце  |
| ---------------------------------------------- | ------ | ------------------------- | ------ |
| Чемпіонат світу з боротьби серед юніорів 2005  | Грузія | вільна боротьба, до 60 кг | Срібло |
| Чемпіонат Європи з боротьби серед юніорів 2005 | Грузія | вільна боротьба, до 60 кг | Срібло |
| Чемпіонат Європи з боротьби серед кадетів 2002 | Грузія | вільна боротьба, до 63 кг | Срібло |
| Чемпіонат Європи з боротьби серед кадетів 2003 | Грузія | вільна боротьба, до 58 кг | Золото |